# Virginia Martínez Vargas
Virginia Martínez Vargas (Montevideo, 16 de noviembre de 1959) es una realizadora y productora audiovisual, escritora, docente e investigadora uruguaya. Es profesora de historia y tiene una maestría  en género y políticas de igualdad con una tesis sobre las políticas públicas de verdad, justicia y reparación desde una perspectiva de género (2018). 

## Biografía
Fue directora del canal municipal TV Ciudad (1996-2000), y de Televisión Nacional Uruguay (2010-2015), así como coordinadora de producción y asesora del mismo. 
Colabora habitualmente en el semanario Brecha.
Desde 2023 es doctoranda en Historia por la Facultad de Humanidades y Ciencias de la Educación (Universidad de la República), presentando un proyecto de tesis sobre El sistema de comunicación de la dictadura (1973-1980).
Es docente de la Sección Periodismo de la Facultad de Información y Comunicación (Universidad de la República).
Es coordinadora del Sitio de Memoria que funciona en la sede de la Institución Nacional de Derechos Humanos y Defensoría del Pueblo y presidenta de la Comisión Nacional Honoraria de Sitios de Memoria creada por la Ley 19.641.
El 20 de noviembre de 2023 fue declarada Ciudadana Ilustre de Montevideo.

## Obras

### Películas
- 2023, Año de la Orientalidad (Uruguay, 15') Investigación, guión y producción con Andrés D’Avenia.[5]
- 2021, Mentiras armadas (Uruguay, 50') Investigación, guión y producción con Andrés D’Avenia.[6]
- 2019, Una de nosotras (Uruguay - Argentina, 86'). Investigación y guión.
- 2010, El almanaque, de José Pedro Charlo (Uruguay, 90’). Producción.
- 2010, Las manos en la tierra (52’). Investigación, guion y dirección.
- 2009, Fin de concession, de Pierre Carles (Francia, 90’). Entrevistas para el documental.
- 2009, La sociedad de la nieve, de Gonzalo Arijón (Francia, 90’). Producción.
- 2009, Ellas, de David Baute (España, 90’). Producción.
- 2006,El círculo, José Pedro Charlo y Aldo Garay (Uruguay, 90’).  Producción.
- 2005, Memoria de mujeres (Uruguay, 30’). Investigación, guion y dirección.
- 2005, Toutes les televisions du monde, de Marion Aldighieri (Francia, 45’ 2005).  Producción.
- 2004, El Plan Cóndor, de Roberto Mader (Brasil, 120’). Producción.
- 2004, Palabras verdaderas, de Ricardo Casas (Uruguay, 90’). Producción.
- 2003, Disparus (Desaparecidos), de Luc Côté (Canadá, 45’). Producción.
- 2003, Les orphelins du Condor (Los huérfanos del Cóndor) de Emilio Pacull (Francia,  60’ 2003). Producción.
- 2000, Ácratas (Uruguay, 73’). Investigación, guion y dirección.
- 1996, La historia reciente, de Juan Carlos Rodríguez Castro (Uruguay, 30’). Producción.
- 1993, La historia casi verdadera de Pepita la pistolera, de Beatriz Flores Silva (España/Uruguay, 60’). Producción.
- 1989, Por esos ojos (Francia, 62’, junto a Gonzalo Arijón). Investigación, guion y dirección.

### Libros
- 2017,La vida es tempestad. Historia de la familia Barrett (Montevideo, Banda Oriental).
- 2013, Los rusos de San Javier. Perseguidos por el zar. Perseguidos por la dictadura uruguaya. De Vasili Lubkov a Vladimir Roslik (Montevideo, Banda Oriental).
- 2010, Siglo de mujeres (Montevideo, Banda Oriental).
- 2009, El círculo. Las vidas de Henry Engler (Montevideo, Banda Oriental) (con Aldo Garay y José Pedro Charlo).
- 2005, Tiempos de dictadura. Hechos, voces, documentos. La represión y la resistencia día a día (Montevideo, Banda Oriental).
- 2002, Los fusilados de abril ¿Quién mató a los comunistas de la 20? (Montevideo, Ediciones del caballo perdido).

### Otros trabajos de investigación
- 2023, Los pueblos que eligen no recordar su pasado están condenados a repetirlo, revista Contemporánea.[7]
- 2022, Dictadura y medios de comunicación Control, censura y propaganda en Broquetas y Caetano, Historia de los conservadores y las derechas en Uruguay. Guerra fría, reacción y dictadura. Montevideo: Banda Oriental.
- Investigación y asesoramiento para la obra de Margarita Musto Las actas sobre el tribunal de honor la coronel (r) Gilberto Vázquez.[8]
- 2009, Investigación para la realización de una serie de televisión destinada a recuperar la memoria de las mujeres en el pasado reciente. El trabajo se realizó en conjunto con la historiadora Graciela Sapriza, con el apoyo de UNIFEM.
- 2009. Catálogo de documentales uruguayos (1985-2009). Coordinación general. Relevamiento de la producción cinematográfica documental uruguaya. Publicación de Docmontevideo, con el apoyo del ICAU y la Oficina de Locaciones de Montevideo.
- 2009, Catálogo de ficción uruguaya (1985-2009). Coordinación general. Relevamiento de la producción cinematográfica de ficción uruguaya. Publicación realizada con el apoyo del ICAU.
- 1982, La caricatura política en las elecciones de 1958, Exposición realizada en el CLAEH. Integrante del equipo de investigación junto a Gloria Amido y Salvador Schelloto.
- 1981, Relevamiento de bibliografía económica sobre el primer batllismo, (CLAEH), integrante del equipo de investigación junto a Gloria Amido y Salvador Schelloto.

## Premios y distinciones
- 2024, Premios Morosoli de plata en Ciencias Sociales, Investigación Histórica.[9]
- 2023, Ciudadana ilustre de Montevideo.[10][11][12]
- 2015, Ganadora de los Fondos concursables del Ministerio de Educación y Cultura en la categoría Memorias y Tradiciones para la investigación y redacción de libro de historia de la familia Barrett.
- 2014, Premios Morosoli de plata a la Gestión Cultural, 2014.
- 2009, Ganadora de los Fondos concursables del Ministerio de Educación y Cultura en la categoría Investigación y Ensayo para culminar la investigación y redacción de Los rusos de San Javier.
- 2009, Premio Doctv Latinoamérica (Conferencia de autoridades Cinematográficas de Iberoamérica-Fundación del Nuevo Cine Latinoamericano)[13] para la realización del proyecto documental Las manos en la tierra.[14]
- 2007, Premio en la categoría Ensayos de Historia, biografía y temas afines a Tiempos de dictadura, en Concurso Anual de Literatura del Ministerio de Educación y Cultura.
- 1999, Ganadora del premio FONA en la categoría documental para la realización del proyecto Ácratas.

## Entrevistas y conferencias
- 2023, Entrevista a Virginia Martínez en La letra chica.[15]
- 2023, Conferencia en Casa América Cataluña (Barcelona) al cumplirse 50 años del Golpe de Estado.
- 2023, Tenemos que ver. Perspectivas feministas sobre el terrorismo de Estado, organizado por el Centro de Estudios Interdisciplinarios Feministas de la Universidad de la República.[16]